# Лесньовиці (Люблінське воєводство)
Лесньовиці (пол. Leśniowice) — село в Польщі, у гміні Лісневичі Холмського повіту Люблінського воєводства. Населення — 342 особи (2011).

## Історія
За даними етнографічної експедиції 1869—1870 років під керівництвом Павла Чубинського, у селі здебільшого проживали греко-католики, які розмовляли українською мовою.
У 1975—1998 роках село належало до Холмського воєводства.

## Демографія
Демографічна структура станом на 31 березня 2011 року:
|          | Загалом | Допрацездатний вік | Працездатний вік | Постпрацездатний вік |
| -------- | ------- | ------------------ | ---------------- | -------------------- |
| Чоловіки | 175     | 38                 | 122              | 15                   |
| Жінки    | 167     | 28                 | 104              | 35                   |
| Разом    | 342     | 66                 | 226              | 50                   |